# Американо-суданские отношения
Американо-суданские отношения — двусторонние отношения между Суданом и США. Правительство Соединенных Штатов подвергло критике ситуацию с правами человека в Судане и направило в Дарфур крупный миротворческий контингент ООН. Отношения между обеими странами в последние годы значительно улучшились: постреволюционное правительство Судана выплатило компенсацию американским жертвам террористических атак «Аль-Каиды», Судан был исключен из черного списка государственных спонсоров терроризма Государственного департамента, а Конгресс США восстановил признание суверенного иммунитета Судана в декабре 2020 г.

## История
Соединенные Штаты установили дипломатические отношения с Суданом в 1956 году, после обретения им независимости от совместного управления Египта и Великобритании. После начала Шестидневной войны в июне 1967 года Судан объявил войну Израилю и разорвал дипломатические отношения с США. Отношения улучшились после июля 1971 года, когда Коммунистическая партия Судана попыталась свергнуть президента Нимейри, в чем он заподозрил причастность СССР. Отношения еще больше улучшились после того, как США оказали помощь в переселении беженцев после мирного урегулирования 1972 года, положившего конец Первой гражданской войне в стране. Судан и США восстановили дипломатические отношения в 1972 году.
1 марта 1973 г. палестинские террористы из организации «Черный сентябрь» убили посла США Клео А. Ноэля и заместителя главы миссии Кертиса Г. Мура в Хартуме. Суданские власти арестовали террористов и судили их по обвинению в убийстве. Однако в июне 1974 г. они были переданы египетскому правительству. Посол США в Судане был отозван в знак протеста. Хотя посол США вернулся в Хартум в ноябре, отношения с Суданом оставались напряженными до начала 1976 года, когда президент Нимейри выступил посредником при освобождении 10 американских заложников, удерживаемых эритрейскими повстанцами в опорных пунктах на севере Эфиопии. В 1976 году США возобновили экономическую помощь Судану.
В начале 1980-х годов отношения между странами были очень тесными, и начали ухудшаться ближе к концу правления Нимейри.
В конце 1985 г. произошло сокращение штата посольства США в Хартуме из-за присутствия в стране ливийских террористов. В апреле 1986 года отношения с Суданом ухудшились, когда США бомбили Триполи. 16 апреля 1986 года в Хартуме был застрелен сотрудник посольства США. Сразу после этого инцидента весь второстепенный персонал и все члены семей сотрудников были эвакуированы из страны на шесть месяцев. В то время Судан был крупнейшим получателем американской экономической и военной помощи в странах Африки к югу от Сахары.

### Президентство Омара аль-Башира
Отношения между странами быстро ухудшились после военного переворота 1989 года и прихода исламистских лидеров к власти в стране. Суданская Поддержка Суданом Ирака во время войны в Персидском заливе 1990–91 годов привела к сильному спаду американской военной помощи, кроме того различные внутренние группы, такие как христиане-евангелисты и Группа чернокожих в Конгрессе, выразили откровенное недовольство тем, как Хартум ведет войну с НОДС/А, ситуацией с правами человека, в том числе предполагаемой государственной поддержкой рабства, и активными связями аль-Башира в среде международных террористических групп. В 1993 году Вашингтон включил Судан в список государств, поддерживающих терроризм, что привело к вводу дополнительных санкций.
Администрация президента Билла Клинтона продолжила работу над изоляцией Судана. В середине 1990-х годов при содействии Уганды, Эфиопии и Эритреи была введена политика давления прифронтовых государств на Хартум. Растущее недовольство политикой Судана и информацией о террористических угрозах, направленной против американцев в Судане, большая часть которой оказалась ложной, заставили Соединенные Штаты весной 1996 года перевести всех американцев из посольства в Хартуме в посольство США в Найроби. Посольство в Хартуме оставалось открытым, но в нем работали только суданцы и иногда американцы, приезжавшие из Кении. Под давлением Соединенных Штатов власти Судана вынудили Усаму бен Ладена покинуть страну в мае 1996 года, но Вашингтон не последовал за этим развитием событий, пытаясь улучшить отношения с Суданом. Отношения максимально ухудшились в августе 1998 года, всего через несколько дней после взрывов американских посольств в Дар-эс-Саламе, и Найроби, когда ВМС США нанесли ракетный удар по фармацевтическому заводу в Хартуме на основании, того, что он якобы был связан с производством химического оружия.
В конце правления администрации Клинтона Соединенные Штаты открыли диалог с Суданом о борьбе с терроризмом, и Судан был восприимчив. Администрация Джорджа Буша-младшего в целом продолжала жесткую политику в отношении Судана, но события 11 сентября 2001 г. резко повлияли на их отношения. Соединенные Штаты сделали борьбу с терроризмом высшим внешнеполитическим приоритетом, а Судан, воспользовавшись этой новой ситуацией, активизировал свое контртеррористическое сотрудничество с Соединенными Штатами. Президент Буш назначил бывшего сенатора Джона Денфорта своим специальным посланником в Судане в 2001 году. Данфорт сосредоточился на прекращении гражданской войны в Судане, но Конгресс США и евангелическое сообщество по-прежнему резко критиковали Судан. США проводили политику кнута и пряника. В октябре 2002 года президент Буш подписал инициированный Конгрессом акт о мире в Судане, который предусматривал карательные финансовые и дипломатические меры против Судана, если Вашингтон придёт к выводу, что Хартум действовал недобросовестно на мирных переговорах. В то же время Судан предложил активное сотрудничество в борьбе с терроризмом, что высоко оценили в Вашингтоне.
Соединенные Штаты в сотрудничестве с IGAD, Великобританией и Норвегией сыграли ключевую роль в прекращении гражданской войны в Судане. Хотя это событие могло значительно улучшить суданско-американские отношения, неумелое решение Суданом кризиса в Дарфуре, который начался в 2003 году, пошатнуло отношения с Вашингтоном. В 2006 году под давлением Конгресса администрация Буша назначила еще одного специального посланника по Судану, Эндрю Нациоса, который ушел в отставку в конце 2007 года и был заменен бывшим дипломатом Ричардом С. Уильямсоном. Соединенные Штаты первыми обратились к Совету Безопасности ООН с просьбой ввести дополнительные международные санкции против Судана. Не сумев убедить ООН ввести более широкие санкции, президент Буш в конце 2007 г. подписал закон, позволяющий правительствам штатов и местным органам власти разорвать инвестиционные связи с компаниями, ведущими бизнес с Суданом. В то же время Соединенные Штаты выделили 2,7 миллиарда долларов США в 2005–2006 финансовых годах на гуманитарную помощь, поддержание мира в Дарфуре, реализацию мирного раздела страны, а также реконструкцию и развитие в Южном Судане. Хартум продолжал сотрудничать с США в борьбе с терроризмом. Соединенные Штаты также были крупнейшим держателем долга Судана на сумму 1,5 миллиарда долларов США. Соединенные Штаты поддержали полное выполнение ВМС и Мирного соглашения по Дарфуру и быстрое развертывание в Дарфуре дополнительных 20 000 миротворцев.
Ситуация в Дарфуре доминировала в отношениях между США и Суданом до начала правления президента Барака Обамы. Обама назначил Скотта Грейшна новым специальным посланником по Судану. Он изменил тон диалога с правительством в Хартуме и начал контакт с крайне раздробленными повстанческими движениями Дарфура. Он также пришел к выводу, что Соединенные Штаты должны уделять как минимум столько же внимания успешной реализации мирному разделению страны, сколько и урегулированию кризиса в Дарфуре. Он предпочел взаимодействие с Хартумом конфронтации и предложил политику взаимодействия, которая включала вознаграждения и наказания. Политика Грайшна была поддержана в Белом доме, но подвержена резкой критике недоброжелателей в правительстве США и в сообществе «Коалиция за спасение Дарфура». В конце 2010 г. США озвучили условия нормализации отношений с Суданом. Они включали полное выполнение ВМС и проведение референдума о будущем Южного Судана в январе 2011 года. Соединенные Штаты значительно увеличили количество сотрудников, призванных обеспечить этот результат. Вашингтон также отметил, что в Дарфуре должны быть мир и подотчетность.
13 января 2017 года США отменили экономические и торговые санкции в отношении Судана в связи с сотрудничеством с суданским правительством в борьбе с терроризмом, уменьшении конфликта, отказе в убежище южносуданским повстанцам и улучшении гуманитарной ситуации в стране. Белый дом объявил об ослаблении санкций в рамках процесса взаимодействия по пяти направлениям. 16 марта 2017 г. США и Судан объявили о возобновлении военных отношений после обмена военными атташе. В апреле 2017 года было объявлено, что Центральное разведывательное управление США, которое «особенно стремилось к отмене санкций», решило открыть большой офис в Хартуме. Судан также был исключен из списка стран с мусульманским большинством, на которые распространяется запрет на въезд в США. 6 октября 2017 года США окончательно сняли все санкции 1997 года после того, как Судан разорвал все связи с северокорейским режимом Ким Чен Ына.

### После апреля 2019 г.
Аль-Башир был свергнут с поста президента Судана в результате государственного переворота в апреле 2019 года. В сентябре 2019 года новый премьер-министр Судана Абдалла Хамдук заявил, что он провел полезные переговоры с официальными лицами США и выразил надежду, что Хартум «очень скоро» может быть исключен из списка государственных спонсоров терроризма США. В декабре 2019 года госсекретарь США Майк Помпео заявил, что США и Судан должны начать обмен послами после 23 лет отсутствия дипломатических отношений. В том же месяце Хамдук стал первым суданским лидером, посетившим Вашингтон с 1985 года.
Последним послом США был Тим Карни, который покинул этот пост 30 ноября 1997 года. Также в декабре сообщалось, что переходное правительство Судана закроет представительства ХАМАС, Хезболлы и любой другой исламской группировки, признанной США террористической. На тот момент Судан оставался в списке государственных спонсоров терроризма США.
По состоянию на июнь 2019 года должность посла США в Судане была вакантной. Временным поверенным был Стивен Куцис, а заместителем главы миссии была Эллен Б. Торберн.
5 мая 2020 г. послом Судана в США был назначен опытный дипломат Нурелдин Сатти.
В августе 2020 года Майк Помпео стал первым госсекретарем США, посетившим Судан после Кондолизы Райс в 2005 году. Во время его визита планировалось обсудить возможность установления отношений между Суданом и Израилем, а также продемонстрировать помощь и поддержку переходу Судана к демократии.
19 октября 2020 года президент Дональд Трамп объявил, что отменит статус Судана в качестве государственного спонсора терроризма после того, как Судан внесет компенсацию в размере 335 миллионов долларов американским семьям, пострадавшим от терроризма. 23 октября 2020 года президент Дональд Трамп официально уведомил Конгресс о своем намерении исключить Судан из черного списка государственных спонсоров терроризма Государственного департамента.
14 декабря 2020 г. США официально исключили Судан из списка после того, как он согласился установить отношения с Израилем.
6 января 2021 года министр финансов США Стивен Мнучин подписал меморандум о взаимопонимании с исполняющим обязанности министра финансов Судана Хебой Мохамедом Али, чтобы погасить задолженность Судана перед Всемирным банком и предоставить им доступ к годовому кредитованию на сумму более 1 миллиарда долларов США.
1 марта 2021 года официальные лица Судана приветствовали ракетный эсминец USS Winston S. Churchill в Порт-Судане, когда впервые за несколько десятилетий военно-морские силы США посетили страну. Командующий военно-морскими силами Судана Альнаири Хассан назвал этот визит знаменательным событием и сказал, что Судан был рад принять военный корабль США.
25 октября 2021 года суданские военные во главе с генералом Абдель Фаттахом аль-Бурханом свергли правительство и задержали премьер-министра Абдаллу Хамдука. Соединенные Штаты осудили переворот, призвали к освобождению Хамдука и приостановили помощь Судану на сумму 700 миллионов долларов. Хамдук был восстановлен в должности премьер-министра 21 ноября; этот шаг приветствовали Соединенные Штаты.
В апреле 2023 года, после продолжительных боев между регулярными военными и СБР, Соединенные Штаты и другие страны эвакуировали из страны своих дипломатов и граждан.

## Американская помощь Судану
Несмотря на политические разногласия, США были крупным донором гуманитарной помощи Судану на протяжении последней четверти XX века. США оказали помощь в переселении беженцев после мирного урегулирования 1972 года, положившего конец Первой гражданской войне в стране. США также были важным источником помощи в ходе операции «Мост жизни Судана» в марте 1989 года, в ходе которой 100 000 тонн продовольствия были доставлены как в районы Судана, удерживаемые правительством, так и в районы Судана, удерживаемые повстанцами, что предотвратило массовый голод. В 1991 году США сделали крупные пожертвования, чтобы уменьшить нехватку продовольствия, вызванную двухлетней засухой. В октябре 1997 г. США ввели всеобъемлющие экономические, торговые и финансовые санкции против Судана. Однако во время очередной засухи 2000–2001 годов США и международное сообщество помогли предотвратить массовый голод в Судане. В 2001 году администрация Буша назначила посланника президента по вопросам мира в Судане, чтобы выяснить, какую роль США могут сыграть в прекращении гражданской войны и расширении доставки гуманитарной помощи. В 2005–2006 финансовых годах США выделили Судану почти 2,6 миллиарда долларов на гуманитарную помощь и поддержание мира в Дарфуре, а также на поддержку выполнения мирного соглашения и реконструкции и развития Южного Судана.

## Санкции
Судан был добавлен в список государств — спонсоров терроризма 12 августа 1993 г, по причине того, что там якобы укрывались члены организации Абу Нидаля, «Хезболлы» и «Исламского джихада». В 1998 году фармацевтическая фабрика «Аш-Шифа» в Хартуме была разрушена в результате ракетного удара, нанесённого ВМС США. Один сотрудник был убит и десять ранены. Правительство США заявило, что фабрика использовалась для производства нервно-паралитического газа VX и что владельцы завода были связаны с террористической группировкой «Аль-Каида». Однако эти оправдания взрыва оспаривались владельцами завода, правительством Судана и правительствами других стран.
В ответ на продолжающееся соучастие Судана в непрекращающемся насилии в Дарфуре президент США Джордж Буш в мае 2007 года ввел новые экономические санкции против Судана.
Президент Барак Обама направил в Судан специального посланника Скотта Грэйшна для улучшения дипломатических отношений и обсуждения путей предотвращения конфликта в Дарфуре. 9 сентября 2009 года США опубликовали новый закон о частичном ослаблении санкций в отношении Судана.
9 июля 2011 г. США официально признали независимость Южного Судана от Судана.
28 августа 2013 г. Обама назначил Дональда Бута специальным посланником по Судану и Южному Судану. Бут был посланником США до 2017 года. Он руководил усилиями правительства США по «нормализации отношений» с авторитарным режимом в Судане и работал над тем, чтобы Судану было легче выполнять требования США по отмене санкций.
10 июня 2019 года президент Дональд Трамп повторно назначил Бута Специальным посланником по Судану. В октябре 2020 года Трамп объявил, что США исключат Судан из списка государственных спонсоров терроризма после того, как Судан согласился выплатить компенсацию в размере 335 миллионов долларов семьям жертв взрывов в посольстве США в 1998 году. Судан был официально исключен из списка спонсоров терроризма 14 декабря 2020 года.

## Комментарии
1. ↑  В 2005 году Кондолиза Райс встретилась с президентом Омаром аль-Баширом в Хартуме, затем она посетила лагерь для внутренне перемещенных лиц Абу-Шук недалеко от Эль-Фашира в северном Дарфуре.[19]